# Amegilla torensis
Amegilla torensis es una especie de abeja excavadora perteneciente al género Amegilla, categorizada en la tribu Anthophorini, de la subfamilia Apinae. Fue descrita científicamente por el austriaco Hermann Priesner en 1957.
La hembra puede medir 9-9,5 mm de longitud. Cabeza de color oscura.

## Distribución
La especie se distribuye casi que exclusivamente por África, en Egipto, en el sur del Sinaí.